# Хладни, Георг
Георг Хладни (словац. Юрай Хладни) (ок. 1637—1692) — словацкий протестантский богослов.
Родился в городе Тренчин в Словацких землях австрийско-венгерсой монархии; точная дата рождения неизвестна. Среднее образование получил в гимназии в Банска-Быстрице, 12 марта 1664 года поступил в Виттенбергский университет изучать богословие. С 1666 года был ректором протестантской школы в Шпаньей Долине, с 1667 года служил лютеранским пастором в Кремницке-Бане. Вследствие гонений на протестантов осенью 1673 года он был вынужден бежать с семьёй сначала в Бреслау, где провёл несколько недель, а в ноябре 1673 года оказался в Гёрлице, где стал пастором и проповедником. С 1680 года и до конца жизни был пастором в Хаусвальде.
Во время работы в Шпаньей Долине заинтересовался металлами и написал о них научную работу. Его перу также принадлежат богословские сочинения (краткая история лютеранской церкви в Австрийско-Венгерской монархии) и несколько стихотворений. Известные работы: «Disputatio physica de metallis in specie dictis…» (Виттенберг, 1665); «Nuptiarum neglectarum poena. Das ist: Hochzeit-Straffe…» (Мерсебург, 1675); «Invertarium templorum continens…» (Гёрлиц, 1678).